# ریچارد ویشن
ریچارد ویشن (انگلیسی: Richard Vission؛ زادهٔ ۲۴ مهٔ ۱۹۶۹) موسیقی‌دان اهل کانادا است. وی از سال ۱۹۹۲ میلادی تاکنون مشغول فعالیت بوده‌است. او دی‌جی، تهیه‌کننده موسیقی و ریمیکسر است که در زمینهٔ موسیقی هاوس فعالیت دارد.